# Fraction armée rouge (film)
Pour les articles homonymes, voir Baader.
Pour plus de détails, voir Fiche technique et Distribution.
Baader (titre français : Fraction armée rouge) est un film allemand  réalisé par Christopher Roth, sorti en 2002.

## Synopsis
Le film évoque la bande à Baader.

## Fiche technique
- Titre original : Baader
- Titre français : Fraction armée rouge
- Réalisation : Christopher Roth
- Scénario : Christopher Roth et Moritz von Uslar
- Photographie : Bella Halben et Jutta Pohlmann
- Montage : Barbara Gies, Christopher Roth
- Pays d'origine :  Allemagne
- Genre : biographie
- Date de sortie : 2002

## Distribution
- Frank Giering : Andreas Baader
- Laura Tonke : Gudrun Ensslin
- Birge Schade : Ulrike Meinhof
- Vadim Glowna : Kurt Krone
- Jana Pallaske : Karin (basé sur Petra Schelm)
- Pierre-Alain de Garrigues : narrateur
- Can Taylanlar : Mario

## Distinctions
- Prix Alfred-Bauer